# Ciberpunk

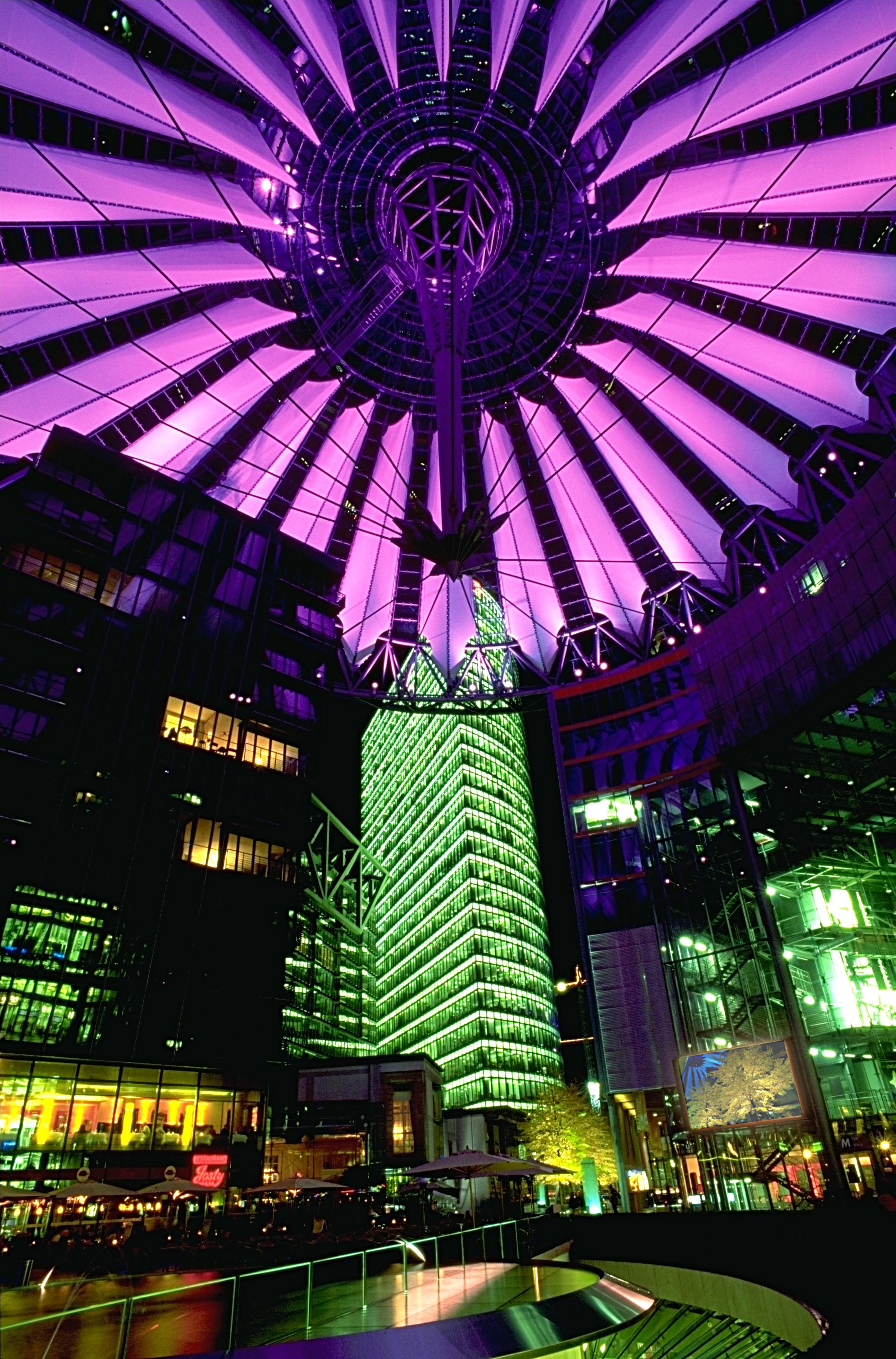
Estètica ciberpunk al Sony Center de Berlín.

El ciberpunk (una combinació de cibernètica i punk) és un subgènere de ciència-ficció i ficció distòpica, que se centra en la tecnologia avançada com els ordinadors o la tecnologia de la informació, associada amb algun grau de desordre social. La trama de la literatura ciberpunk sovint gira entorn del conflicte entre furoners, intel·ligència artificial i mega corporacions, que tendeix a estar situat en una Terra del futur pròxim, més que a l'espai exterior predominant en la ciència-ficció en el moment del naixement del ciberpunk. Les ciutats d'aquest futur tenen característiques distòpiques, però també són marcades per una energia i una diversitat extraordinàries. Molta de l'atmosfera del gènere es fa eco del cinema negre, i les obres escrites en el gènere sovint utilitzen tècniques de les novel·les de detectius.
Mentre aquest estil atrevit i colpidor s'anomenava revolucionari durant els seus primers dies, alguns observadors posteriors concloïen que en termes de literatura, la majoria de les tècniques narratives de ciberpunk eren menys innovadores que les de l'Ona Nova, vint anys abans. Els principals exponents del ciberpunk inclouen a William Gibson, Rudy Rucker, John Shirley i Bruce Sterling. El terme es va estendre durant els anys 80 i encara s'utilitza.
A principis i mitjans dels 80, el ciberpunk es convertia en un tema de moda en cercles acadèmics, on començava a ser tema d'investigació postmodernista. Durant el mateix període, el gènere s'introduïa a Hollywood i es convertia en un dels principals estils de ciència-ficció del cinema. Moltes pel·lícules populars, com Blade Runner (adaptació de la novela Els androides somien amb xais elèctrics? de Philip K. Dick) i la trilogia Matrix es poden veure com desenvolupaments prominents dels estils visuals i temes del gènere. Els videojocs, els jocs de taula i els jocs de rol sovint presenten trames fortament influïdes pels escrits i les pel·lícules ciberpunk. A principis dels anys 90, hi hagué algunes tendències de moda i música que s'etiquetaren com ciberpunk.
A mesura que més escriptors començaven a treballar amb conceptes ciberpunk, emergiren nous subgèneres, cadascun dels quals se centra en la tecnologia i els seus efectes socials d'una manera diferent. Els exemples inclouen el steampunk, iniciat per Tim Powers, K. W. Jeter i James Blaylock, i el biopunk, on destaca Paul Di Filippo. A més a més, hi ha gent que pensa que els obres com Snow Crash de Neal Stephenson defineixen una categoria de postciberpunk, encara que la diferència d'aquesta categoria potser és només una qüestió de definició.

## Estil
Els escriptors cyberpunk tendeixen a usar elements de la novel·la policíaca dura, el cinema negre i la prosa postmoderna per a descriure les característiques del subsòl d'una societat altament tecnificada. La visió distòpica d'un futur alterat per la massificació sol ser contraposada a la visió utòpica plantejada per la ciència-ficció entre 1940 i 1950. (Gibson defineix l'antipatia cyberpunk envers la ciència-ficció utòpica en el conte de 1981 The Gernsback Continuum, en la qual es mofa i condemna fins a cert punt el gènere).
En l'escriptura cyberpunk gran part de l'acció passa al ciberespai. La majoria dels seus personatges se senten més ciutadans de la Xarxa que del món real, fins al punt que en les novel·les Ciberpunk existeix poca diferència entre la realitat i la realitat virtual. Un dels tòpics més estesos al gènere és la connexió directa entre el sistema nerviós humà i els sistemes de càlcul computat, alterant els dos conceptes fins a convertir-los en una simple xarxa de transmissió d'informació. El cyberpunk mostra com el món s'ha convertir en un lloc sinistre sota el domini de grans corporacións (normalment anomenades macrocorporacións) i on la Xaxra és l'únic medi on l'home pot ser lliure. La batalla entre un personatge marginat contra un sistema totalitari és un dels temes recurrents a la ciència-ficció (Un bon exemple és Mil nou-cents vuitanta-quatre) i particularment en el cyberpunk, encara que en la ciència-ficció convencional els sistemes totalitaris tendeixen a ser estèrils, ordenats i controlats per l'Estat. Tant els arguments, com els personatges i les problemàtiques destaquen per un tarannà pràcticament anarquista on la crítica social passa per l'alliberació dels coneixements, la cultura lliure i el potencial de l'individu.

### Protagonistes
Els protagonistes cyberpunks acostumen a ser furoners, majoritàriament idealitzats en la forma d'un heroi solitari que combat la injustícia. Tant és així que en moltes de les novel·les s'identifiquen amb vaquers (com en el cas de Neuromàntic), ronins... Marginats socials o aïllats de la societat, solen estar lligats a destins foscos però extraordinaris, molt allunyats de les grans sagues èpiques de la ciència-ficció on els protagonistes són brillants científics o grans militars. L'ambigüitat moral i el poc respecte pel cos físic fan que molts cops es confonguin amb antiherois.

### Societat i Govern
La literatura cyberpunk sol ser una metàfora de les preocupacions actuals pels efectes del control de les corporacions multinacionals capitalistes sobre les persones, la corrupció en els governs, l'alienació i la vigilància tecnològica. El cyberpunk pot ser considerat de temàtica revolucionària, donat que postula la inquietud i l'acció personal com un mode de canviar el concepte mateix de societat. La contraculturalitat com l'única arma eficaç contra el sistema corrupte.